# 카롤린 다배나
카롤린 다베르나스(프랑스어: Caroline Dhavernas, 1978년 3월 15일 ~ )는 캐나다의 배우이다. 퀘벡주 출신이다.

## 출연 작품
- 이지 리빙 (2017)
- 샤세-갤러리  (2016)
- 금지된 방 (2015)
- 굿바이 월드 (2013)
- Avant - La fin du monde (2012)
- 마스 엣 에이브릴 (2012)
- 정글 (2011)
- 렉트 (2011)
- 퍼시픽 (2010)
- 스위치 (2010)
- 데블 (2010)
- 파더 앤 건스 (2009)
- 크라이 오브 더 아울 (2009)
- 파스샹달 (2008)
- 서바이빙 마이 마더 (2007)
- 브리치 (2007)
- 미스터 애버리지 (2006)
- 할리우드랜드 (2006)
- 나이아가라 모텔 (2005)
- 털시 루퍼의 가방 (2003)
- 텔시 루퍼 가방 1부 (2003)
- 아웃콜드 (2001)
- 상실의 시대 (2001)

### 텔레비전
- 한니발 시즌1 (2013)